# Ursogastra lunata
Ursogastra lunata là một loài bướm đêm trong họ Noctuidae.